# 廣瀬真平
廣瀬 真平（ひろせ しんぺい、1992年11月13日 - ）は、日本の俳優 ・ダンサー・歌手。神奈川県出身。パフォーマンスグループDIAMOND☆DOGSのメンバー。

## 略歴
2003年～2006年に劇団四季『ライオン・キング』にてヤングシンバ役を務め、舞台デビュー。
その後、TBSテレビ『3年B組金八先生』第8シリーズに里中憲太郎役で出演。ミュージカルや2.5次元舞台など、現在は舞台を中心に活動。
2010年まで、ホリプロ・インプルーブメント・アカデミーに所属していた。東宝芸能を経て、サンカラーズに所属していたが2024年7月31日退所した。
2019年5月31日、ヴォーカル&パフォーマンスグループDIAMOND☆DOGSに加入。

## 人物
- 身長178cm、体重62kg。
- 幼少時よりタップダンス、ヒップホップ、ジャズダンス、クラシックバレエの経験を積んでいる。
- 野球を得意としており、「3年B組金八先生」でも野球好きの生徒・里中憲太郎を演じた。
- 東京ディズニーランドへ行くのを好んでおり、新アトラクションを拝むためだという[2]。

## 出演
主演は役名を太字で示す。

### テレビドラマ
- 女王の教室スペシャル（2006年3月、日本テレビ）
- 3年B組金八先生（TBS） - 里中憲太郎 役[3]
  - 第8シリーズ（2007年10月11日 - 2008年3月20日）
  - 3年B組金八先生ファイナル〜『最後の贈る言葉』（2011年3月27日）
- ドラマスペシャル 名古屋やっとかめ探偵団（2010年6月20日、東海テレビ） - 並川進 役

### 舞台・ミュージカル
2003 - 2007年
- 劇団四季「ライオン・キング」（2003年 - 2006年、四季劇場［春］） - ヤング・シンバ 役
- OMNIBUS（2006年） - スピナー 役
- ミュージカル「アニー」（2007年4月21日 - 5月6日、青山劇場 / 8月15日 - 19日、梅田芸術劇場 シアター・ドラマシティ、8月24日 - 26日、愛知県芸術劇場） - タップキッズ

2014 - 2018年
- ミュージカル「愛の唄を歌おう」（2014年1月10日 - 21日、シアターオーブ / 1月25日 - 2月2日、オリックス劇場） - アンサンブル
- 天童よしみ特別公演 昭和を歌う（2014年9月4日 - 17日、新歌舞伎座 / 10月4日 - 24日、明治座） - ダンサー
- 超歌劇『幕末Rock』（2014年12月24日 - 29日、天王洲銀河劇場） - 坂本龍馬 役（良知真次アンダースタディ）
- 超★超歌劇『幕末Rock』（2015年8月8日 - 9日、梅田芸術劇場シアター・ドラマシティ / 8月13日 - 16日、Zeppブルーシアター六本木） - 坂本龍馬 役（良知真次アンダースタディ）
- 弱虫ペダル IRREGULAR〜2つの頂上〜 （2015年10月8日 - 12日、日本特殊陶業市民会館 フォレストホール / 10月22日 - 25日、TOKYO DOME CITY HALL / 10月29日 - 11月3日、梅田芸術劇場 メインホール / 11月7日 - 8日、キャナルシティ劇場）- パズルライダー
- さよならソルシエ（2016年3月17日 - 21日、Zeppブルーシアター六本木） - アンサンブル

- ミュージカル 狸御殿（2016年8月1日 - 27日、新橋演舞場） - アンサンブル
- Endless SHOCK 2017（2017年2月1日 - 3月31日、帝国劇場 / 9月8日 - 30日、梅田芸術劇場メインホール / 10月8日 - 31日、博多座）- アンサンブル

- TEAM NACS 第16回公演「PARAMUSHIR〜信じ続けた士魂の旗を掲げて」（2018年2月3日 - 4月1日）
- Only You ～ぼくらの ROMEO&JULIET～ （2018年7月12日 - 8月4日、東京グローブ座 / 8月7日 - 9日、森ノ宮ピロティホール）- アンサンブル
- 浪漫活劇『るろうに剣心』（2018年10月11日 - 11月7日、新橋演舞場 / 11月15日 - 24日、大阪松竹座）- アンサンブル[4]

2019年
- DIAMOND☆DOGS Super “D‐☆” Cruising Show 2019『ヴァレンタインに逢いましょう』（2019年7月31日-8月7日、博品館劇場）
- SHOW CASE 『ODYSSEY』（2019年9月18日 - 23日、博品館劇場）
- ブロードウェイ・ミュージカル『GODSPELL』（2019年11月27日 - 12月03日、六行会ホール）- アンサンブル

2020年
- 『デスノート THE MUSICAL』再々演 （2020年1月20日 - 2月9日、Brillia HALL / 2月22日・23日 マリナート 大ホール / 大阪公演:2月29日・3月1日、梅田芸術劇場メインホール / 福岡公演:3月6日 - 8日、博多座も予定されていたが、新型コロナウィルス感染症の流行の影響で中止）- アンサンブル[5]

- 『Dramatic Musical Collection 2020』（2020年9月16日 - 24日、博品館劇場）

2021年
- 『Sound Horizon Around 15周年記念祭』（2021年1月19日、東京国際フォーラムホールA / 2月5日 - 7日、東京ガーデンシアター / 3月30日・31日、パシフィコ横浜 国立大ホール）- 猿田犬彦 役[6]

- 舞台『ハッピーハードラック』 （2021年3月24日 - 28日、シアターグリーン BIG TREE THEATER）- 大崎 役[7]
- KIRARI ☆ PARADISE THEATER『ギャングアワー』（2021年5月5日 - 9日、中野ザ・ポケット ※緊急事態宣言のため全公演中止）[8]
- ミュージカル『大人の絵本のつくり方』 （2021年6月18日 - 21日、THEATER中目黒） - 剛 役[9]

- DIAMOND☆DOGS SUPER “D-☆” CRUISING SHOW 2021 『Promise You』（2021年7月28日 - 8月4日、博品館劇場）
- ENTERTAINMENT SUPER DANCE THEATER 『ODYSSEY 2021』（2021年10月6日 - 13日、博品館劇場）
- 『ALTAR BOYZ SPECIAL 2021』（2021年11月20日・21日、日本青年館ホール）- ルーク 役[10]
- KIRARI SHOW ACT☆PARADISE THEATER 『夜想曲 ノクターン』（2021年12月5日 - 12日、博品館劇場）- scorpio 役

2022年
- DIAMOND☆DOGS『White Valentine Show』（2022年3月12日 - 16日、博品館劇場）、新型コロナウィルスの影響により3月9日～11日までの公演は中止、初日を3月12日に延期
- 『SAMBA NIGHT 2022』（2022年5月24日 - 5月29日、博品館劇場）
- 『Dramatic Musical Collection 2022』（博品館劇場・11月16日-22日）

2023年
- 『Sound Horizon 7.5th or 8.5th Story Concert『絵馬に願ひを！』～大神再臨祭～』-猿田犬彦役

（4/13〜15 市川市⽂化会館　⼤ホール、4/22〜4/23 ⼤宮ソニックシティ　⼤ホール、4/26〜4/30 オリックス劇場、5/5〜5/7
よこすか芸術劇場、5/12〜5/14 相模⼥⼦⼤学グリーンホール　⼤ホール、5/30〜6/3 東京国際フォーラム ホールA）
- 『DIAMOND☆DOGS 20th Anniversary

Le Pont de l’Espoir
ル・ポン・ド・エスポワール』（博品館劇場・6月28日-7月5日）
- 『ALTAR BOYZ 2023 合同スペシャル公演』-フアン役　（恵比寿 ザ・ガーデンホール　9月2日-9月3日）
- 『DIAMOND☆DOGS 20th Anniversary Sunshine Paradise』（博品館劇場・11月10日-11月12日）
- SEPT presents『DREAM TELLER』（スペースゼロ・11月30日-12月3日）-王流役

2025年
- DIAMOND☆DOGS『White Valentine Show 2025 connect』（博品館劇場・3月26日-3月30日）
- SEPT presents『sanz:0』（スペースゼロ・5月1日-5月6日）-ゴウキ役
- 『LOVE LOVE de SHOW 2025』（I’M A SHOW 6月5日-6月12日）-DIAMOND☆DOGS
- SEPT fate to ReAnimation『Rebellion』（スペース・ゼロ・10月3日-10月13日〈予定〉）[11]

### イベント・ライブ・ディナーショー
- Rachi Shinji 20th ANNIVERSARY

SHOW “ MAGIC Ⅱ ”（2019年2月2日、Mt.RAINIER HALL）-前説・バックダンサー
- DIAMOND☆DOGS『SUPER “D-☆” SUMMER VALENTINE SHOW 2019前夜祭』(2019年7月20日、TIAT SKY HALL）
- 「ENTERTAINMENT SUPER DANCE THEATER『ODYSSEY』」直前ＳＰ公開放送（2019年9月8日、新宿ロフトプラスワン）
- DIAMOND☆DOGS『Super “D-☆” World Tour 2019 in Malaysia』 （2019年9月26日 - 10月1日、マレーシア）
- DIAMOND☆DOGS『クリスマスディナーショー2019』（2019年12月23日、ホテルグランドパレス）
- DIAMOND☆DOGS『クリスマスディナーショー2020』（2020年12月22日、ホテルグランドパレス）
- DIAMOND☆DOGS『Happy Valentine Theater』（2021年2月26日・27日、新宿ReNY）
- DIAMOND☆DOGS『ニューアルバム リリース記念ファンイベント2021＠Memorial Hotel Grand Palace』（2021年6月26日、ホテルグランドパレス）
- DIAMOND☆DOGS『SUPER“D-☆”CRUISING SHOW Promise You』直前ＳＰ公開放送（2021年7月17日、新宿パセラ本店）
- DIAMOND☆DOGS『Happy New Year Live 2022』直前SP（2021年12月29日、ツイキャス有料配信）
- DIAMOND☆DOGS『Happy New Year Live 2022』（2022年1月7日 - 8日、新宿ReNY）
- 珠城りょう1stコンサート『CUORE』（2022年4月30日 - 5月3日、梅田芸術劇場シアター・ドラマシティ / 5月13日 - 15日、東京国際フォーラムホールＣ）[12]
- 『SAMBA NIGHT 2022 後夜祭 アフターカーニバル』（GOTANDA G2 　2022年6月4日(土)）
- DIAMOND☆DOGS『クリスマスディナーショー2022』（ロイヤルパークホテル・2022年12月27日）
- 廣瀬真平『SHIMPEI Solo LIVE~PALETTE~』（原宿ストロボカフェ　2023年4月1日）
- 『GA-HA- BIRTHDAY BASH!! 2023 DAY.1 』（浅草Goldsounds　2023年5月28日）-Homer＆廣瀬真平 from DIAMOND☆DOGS
- 『SUMMER GATE2023』（浅草Goldsounds　2023年7月15日）-Homer＆廣瀬真平 from DIAMOND☆DOGS
- 『【DAN☆DAN主催ライブ】OLOVE vol.2』（吉祥寺SHUFFLE　2023年9月13日）-Homer＆廣瀬真平 from DIAMOND☆DOGS
- 『SHIMPEI 2nd Solo LIVE ~ SIGNAL~』（原宿ストロボカフェ 2023年9月23日）
- 『Homer&廣瀬真平(from DIAMOND☆DOGS) presents“霜月祭ーMusicaー”』（浅草Goldsounds 2023年11月13日）
- 『4Leaf LiveTour ～2024 1st～ 東京FINAL』（浅草Goldsounds 2024年1月25日）-Homer＆廣瀬真平 from DIAMOND☆DOGS
- Artist × Collabo LIVE『 Suite House 』（四谷LOTUS 2024年2月20日）
- 『SEPT 10th anniversary Live  ZEST2024』（Zepp Shinjuku 2024年3月12日）
- 『BOCCHI 〜ホワイトデーSP〜』（駒沢Camited 2024年3月14日）
- 『芳賀企画presents「ASOVIVA!! 2024 春」』（浅草Goldsounds 2024年6月4日）
- 『UNDER THE LIVE 2024 ～オルタ・ジ・オリジン～』（1000CLUB 2024年8月31日）
- 『MARIN FESTIVAL2024』（東京夢の島マリーナ 2024年9月28日-29日）
- 『SEPT 11TH ANNIVERSARY LIVE 2DAYS』（東京都 渋谷duo MUSIC EXCHANGE 2024年10月8日-9日）
- 『UNDER THE LIVE 2025 〜15th Anniversary〜』（板橋区立文化会館大ホール　2025年1月13日）
- 『Happy New Year Live2025 「The Beginning」』（2025年1月17日-18日　新宿ReNY）-DIAMOND☆DOGS

### ボイスドラマ
- アプリ KISSMILLe（キスミル）俳優チャット小説『DEEPHaCK』 2021年11月配信開始）- 蘭 役

### 映画
- 真夏のE♭（2006年）

### PV
- フレンチ・キス『ずっと 前から』（ドラマパート） - 野球部員 役

### CM
- WEB CM 『ゲーム【文明と征服：EOC】』

## ディスコグラフィ
Story BD
- Sound Horizon Around 15th Anniversary 7.5th or 8.5th Story BD『絵馬に願ひを！』（Prologue Edition）- 猿田犬彦 役（2021年1月13日、ポニーキャニオン）
- Sound Horizon Around 15th Anniversary

7.5th or 8.5th Story BD『絵馬に願ひを！』（Full Edition）-（2023年3月15日、ポニーキャニオン）
Story App
- Sound Horizon Around 15th Anniversary 7.5th or 8.5th Story App『絵馬に願ひを！』（Prologue Edition）- 猿田戌彦 役（2022年10月17日ダウンロード開始）